# Alexandre Zacchia
Alexandre Zacchia, também citado sob as grafias Alexandre Zacchia e Alexandre Zaquia, é um ator brasileiro. Conhecido por interpretar, na maioria das vezes, vilões, bandidos ou figuras de autoridade.

## Filmografia

### Televisão
| Ano       | Título                  | Personagem               | Notas                                                  |
| --------- | ----------------------- | ------------------------ | ------------------------------------------------------ |
| 2021      | Nos Tempos do Imperador | Salustiano Romão         | Episódio: "9 de agosto" Episódios: "18–19 de dezembro" |
| 2018      | O Natal Perfeito        | Raul Lobão               | Especial de fim de ano                                 |
| 2017      | O Outro Lado do Paraíso | Presidiário              | Episódios: "19–26 de dezembro"                         |
| 2013-2016 | Pé na Cova              | Juscelino Jardim da Mata | 71 episódios                                           |
| 2012      | Guerra dos Sexos        | Zitorino Pimenta         |                                                        |
| 2012      | Avenida Brasil          | Delegado Graça Aranha    | Episódios: "14–17 de setembro"                         |
| 2012      | As Brasileiras          | Hernandez                | Episódio: "A Fofoqueira de Porto Alegre"               |
| 2010      | Na Forma da Lei         | Ivo                      |                                                        |
| 2010      | S.O.S. Emergência       | Chaves                   | Episódio: "Um Caso Cabeludo"                           |
| 2010      | Força-Tarefa            | Zé do Carmo              | Episódio: "Roleta Russa"                               |
| 2009      | Geral.com               | Sandro                   | Episódio: "Tribos"                                     |
| 2009      | Zorra Total             | Vários personagens       |                                                        |
| 2009      | Negócio da China        | Zeílson                  | Episódios: "5–13 de janeiro"                           |
| 2008      | Chamas da Vida          | Washington Teixeira      | Episódios: "18 de novembro–4 de dezembro"              |
| 2008      | Casos e Acasos          | Bira                     | Episódio: "A Dominatrix, a venda e a babá"             |
| 2008      | Guerra e Paz            |                          | Episódio: "Pais & Filhos"                              |
| 2008      | Toma Lá Dá Cá           | Ratão                    | 3 episódios                                            |
| 2008      | Poeira em Alto Mar      | Ramon/Hernández          |                                                        |
| 2007      | Linha Direta Justiça    | Mário Rodrigues          | Episódio: "A Primeira Tragédia de Nelson Rodrigues"    |
| 2007      | Paraíso Tropical        | Pimentel                 | Episódios: "24–26 de julho"                            |
| 2006      | O Profeta               | Gregório                 | Participação especial                                  |
| 2006      | A Diarista              | Vizinho Marcelino        | Episódio: "Quem Rouba, Tem!"                           |
| 2006      | A Grande Família        | Dentada                  | 9 episódios                                            |
| 2005      | Bang Bang               | Fidel                    |                                                        |
| 2005      | Mandrake                | Turco                    | Episódio: "Atum Vizcaya"                               |
| 2005      | A Lua me Disse          | Meia Noite               | Episódios: "17–18 de maio"                             |
| 2005      | Alma Gêmea              | Percival                 | Episódios: "24–27 de junho"                            |
| 2005      | América                 | Proprietário do Boi      |                                                        |
| 2004      | Senhora do Destino      | Pezão                    | Episódios: "6–8 de setembro"                           |
| 2004      | Da Cor do Pecado        | Turcão                   | Episódio: "10 de julho"                                |
| 2004      | A Diarista              | Epitáfio Pessoa          | Episódio: "Réquiem para uma Diarista"                  |
| 2004      | Carga Pesada            | Perivaldo                | Episódio: "Atravessadores"                             |
| 2003      | Kubanacan               | Sánchez                  | Episódios: "5–6 de agosto"                             |
| 2003      | Carga Pesada            | Perivaldo                | Episódio: "Carga Perecível"                            |
| 2001      | Um Anjo Caiu do Céu     | Peçanha                  |                                                        |
| 2000      | Uga Uga                 | Jambo                    |                                                        |
| 1999      | Malhação                | Carlão                   |                                                        |
| 1997      | Mandacaru               | Sereno                   |                                                        |
| 1997      | Malhação                | Madureira                |                                                        |
| 1996      | Caça Talentos           | Arnold                   | Episódio: "A Hora do Mico"                             |
| 1996      | Anjo de Mim             | Pedrão                   |                                                        |
| 1995      | Tocaia Grande           | Fadul Abdala             |                                                        |
| 1994      | Você Decide             | Vários Personagens       | 1994-1999                                              |
| 1994      | Memorial de Maria Moura | Genésio                  | Participação Especial                                  |
| 1988      | Bebê a Bordo            | Policial                 | Participação Especial                                  |
| 1988      | O Primo Basílio         | Policial Mendes          | Participação Especial                                  |
| 1987      | Corpo Santo             | Esfolado                 |                                                        |

### Cinema
| Ano  | Título                                   | Personagem                   |
| ---- | ---------------------------------------- | ---------------------------- |
| 2013 | O Concurso                               | Gumercindo                   |
| 2009 | Flordelis - basta uma palavra para mudar | Estuprador                   |
| 2008 | Verônica                                 | Coronel                      |
| 2008 | A Guerra dos Rocha                       | Delegado                     |
| 2006 | O Cavaleiro Didi e a Princesa Lili       | Jafar                        |
| 2005 | Dois Filhos de Francisco                 | Seu Adiel, dono da gravadora |
| 2005 | Mais uma Vez Amor                        | Coronel Sivaldo              |
| 2003 | O Caminho das Nuvens                     | Porfírio                     |
| 2002 | Zico                                     | Sr. Antunes                  |
| 2000 | Tainá - Uma Aventura na Amazônia         | Shoba                        |
| 1994 | Veja Esta Canção                         |                              |